# Município de Norwich (condado de Huron, Ohio)
O município de Norwich (em inglês: Norwich Township) é um município localizado no condado de Huron no estado estadounidense de Ohio. No ano de 2010 tinha uma população de 1.070 habitantes e uma densidade populacional de 15,93 pessoas por km².

## Geografia
O município de Norwich encontra-se localizado nas coordenadas 41° 06′ 22″ N, 82° 47′ 06″ O. Segundo a Departamento do Censo dos Estados Unidos, o município tem uma superfície total de 67.18 km², da qual 67,01 km² correspondem a terra firme e (0,26 %) 0,17 km² é água.

## Demografia
Segundo o censo de 2010, tinha 1.070 habitantes residindo no município de Norwich. A densidade populacional era de 15,93 hab./km². Dos 1.070 habitantes, o município de Norwich estava composto pelo 98,04 % brancos, o 0,56 % eram afroamericanos, o 0,28 % eram asiáticos, o 0,28 % eram de outras raças e o 0,84 % eram de uma mistura de raças. Do total da população o 2,62 % eram hispanos ou latinos de qualquer raça.